# اندیس خاک صنعتی غلامرضا امامی
خاک صنعتی غلامرضا امامی یک اندیس غیرفلزی است که در حوالی شهر ایزدخواست استان فارس قرار دارد و مادهٔ معدنی موجود در آن، خاک صنعتی است.سنگ میزبان این اندیس شیل،آهک و ماسه سنگ است و دیرینگی آن به دوران دونین - کربونیفر می‌رسد. در این اندیس، پاراژنز‌های شیل،آهک و ماسه سنگ یافت می‌شوند.